# 别克扎特·奥斯莫纳利耶夫
别克扎特·奥斯莫纳利耶夫（1985年12月28日—）是一名吉尔吉斯斯坦举重运动员，身高1.62米，曾参加广州亚运会，以263千克的成绩获62公斤级比赛第十名。他也参加了2012年伦敦奥运会。